# The Stylistics
The Stylistics — американская соул-группа 70-х.
Образована 1968 году в Филадельфии, бывшими участниками групп The Monarchs и The Percussions, а именно: Расселлом Томпкинс-младшим (Russell Thompkins Jr.; 21 марта 1951) — вокал; Джеймсом Смитом (James Smith, 16 июня 1950, Нью-Йорк , США) — вокал; Джеймсом Данном (James Dunn; 4 февраля 1950, Филадельфия , Пенсильвания , США) — вокал; Эйррионом Лавом (Airrion Love; 8 августа 1949) — вокал и Хёрби Мюрреллом (Herbie Murrell; 27 апреля 1949, Лейн, Южная Каролина , США) — вокал.
В тот же 1968 год эти пятеро темнокожих вокалистов дебютировали на маленькой фирме «Sebring» с синглом «You’re A Big Girl Now». Вскоре весь тираж этого издания выкупила фирма «Avco». Благодаря её продвижению запись попала в топ-лист. Также руководство «Avco» отдала группу под творческий надзор композитора и продюсера Тома Белла — создателя хитового звучания The Delfonics. Талантливый промоутер сразу заметил, что новые подопечные лучше справляются с лирическим соулом и вместе с автором текстов — Линдой Крид сочинил для Stylistics серию легко воспринимавшихся произведений.
В период 1971-72 в американские чарты в исполнении Stylistics попали, например: «You Are Everything», «Betcha By Golly Wow» и «Im Stone In Love With You». Все эти хиты характеризовал горячий вокал Томпкинса, подкрепленный многоголосием партнеров и изобретательным инструменталом. Произведение 1974 года — «You Make Me Feel Brand New» взлетло на вторую позицию в американском и британском чартах.
Однако вскоре группа прекратила сотрудничество с Беллом, склоняясь к более легкому репертуару. Но несмотря на падение популярности в США, группа получила немалый успех в Великобритании, например, синглами «Sing Baby Sing», «Cant Give You Anything (But My Love)» (оба 1975 года) и «16 Bars» (1976 г.), а также компиляцией «The Best Of The Stylistics». Однако все равно, в целом, новый репертуар группы сочли пародией на старое звучание.
В 1978 году Джеймс Данн, вследствие ухудшения состояния здоровья, был вынужден оставить своих коллег. В том же году группа перебралась на фирму «Mercury», a 1980 году они заключили соглашение с «TSOP / Philadelphia International». Записи на новой фирме опять напомнили былые дни, но препятствием на этот раз стали финансово-правовые проблемы «Philadelphia International». Более поздние пластинки, которые делались для фирмы «Streetwise» время от времени появлялись в ритм-энд-блюзовом чарте, однако золотые годы группы прошли безвозвратно.
В 1990-х годах Stylistics возродились и продолжили свою деятельность как трио.

## Участники группы
- Расселл Томпкинс младший – рожд. 21 Марта, 1951, Филадельфия, (1968–2000)
- Эйррион Лав – рожд. 8 Октября, 1949, Филадельфия, (1968–настоящее)
- Херб Мюррелл – рожд. 27 Апреля, 1949, Лейн, Южная Каролина, (1968–настоящее)
- Джеймс Смит – рожд. 16 Июня, 1950, Нью Йорк, (1968–1980)
- Джеймс Данн – рожд. 4 Февраля, 1950, Филадельфия, (1968–1980)
- Раймонд Джонсон (1980–1986)
- Харольд Ибен Браун – рожд. 14 Июня, 1972, Ньюарк (Нью-Джерси), (2000–настоящее)
- Вэйн Филдз – рожд. 12 Ноября, 1952, Филадельфия, (2000–2011)
- Джейсон Шарп – Балтимор, Мэриленд, (2011–настоящее)

## Дискография
- 1971	THE STYLISTICS
- 1972	ROUND 2
- 1973	ROCKIN' ROLL BABY
- 1974	HEAVY
- 1974	FROM THE MOUNTAIN
- 1974	LET'S PUT IT ALL TOGETHER
- 1975	THANK YOU BABY
- 1975	YOU ARE BEAUTIFUL
- 1976	ONCE UPON A JUKEBOX
- 1976	FABULOUS
- 1977	Wonder Woman
- 1977	SUN & SOUL
- 1978	IN FASHION
- 1979	LOVE SPELL
- 1980	HURRY UP THIS WAY AGAIN
- 1981	CLOSER THAN CLOSE
- 1982	1982
- 1991	LOVE TALK
- 1992	CHRISTMAS